# Masicera flavifacies
Masicera flavifacies là một loài ruồi trong họ Tachinidae.